# Colonia la Purísima
Colonia la Purísima är en ort i Mexiko, tillhörande kommunen Jiquipilco i den nordvästra delen av delstaten Mexiko. Orten hade 896 invånare vid folkräkningen 2010.